# 風間満季
風間 満季（かざま みつき）は、日本の陸軍軍人。最終階級は陸軍大佐、酒田風間氏宗家第十代当主。旧姓：大村。

## 略歴
陸軍士官学校（30期）卒業、以後歩兵第9連隊にて長年勤務。
山口県立宇部工業学校に配属将校として赴任中、日露戦争で戦死した酒田風間氏第九代当主風間彦五郎の娘・豊と結婚。婿養子として風間家を継承した。
独立守備歩兵第1大隊中隊長を経て、太平洋戦争では南方戦線に赴き、独立混成第27旅団（長：馬淵逸雄少将）隷下の独立歩兵第151大隊長としてスマトラ島にて終戦を迎える。戦後しばらくもバタビヤの治安警備に留まった。

## 年譜
- 1915年（大正4年）
  - 9月11日 - 第五高等学校大学予科入学許可。[2]
  - 10月28日 - 士官候補生ヲ命ズ[3]
  - 12月1日 - 第16師団歩兵第9連隊入隊[3]
- 1918年（大正7年）
  - 5月27日 - 陸軍士官学校（30期）卒業[4]
  - 12月25日 - 任 陸軍歩兵少尉[5]・歩兵第9連隊付被仰付[6]
- 1919年（大正8年）4月15日 - 補 歩兵第9連隊付[7]
- 1921年（大正10年）10月3日 - 陸軍戸山学校体操科入校[8]
- 1922年（大正11年）3月6日 - 任 陸軍工兵中尉[9]
- 1925年（大正14年）
  - 7月10日 - 免 歩兵第9連隊付・補 歩兵第42連隊付・山口県立宇部工業学校服務ヲ命ズ[10]
  - 10月23日 - 風間彦五郎の婿養子となり姓が風間となる[11]。
- 1928年（昭和3年）
  - 3月24日 - 任 陸軍歩兵大尉[12]・山口県立宇部工業学校服務ヲ免ズ・歩兵第9連隊付被仰付[13]
  - 8月10日 - 補 歩兵第9連隊大隊副官[14]
- 1929年（昭和4年）8月1日 - 補 歩兵第9連隊中隊長[15]
- 1932年（昭和7年）4月11日 - 補 独立守備歩兵第一大隊中隊長[16]
- 1936年（昭和11年）8月1日 - 任 陸軍歩兵少佐[17]・補 歩兵第9連隊付・京都府立木津農学校服務ヲ命ズ[18]
- 1944年 - 独立歩兵第151大隊 隊長 （陸軍大佐）
- 1947年11月28日 - 公職追放仮指定者[19]
- 1973年 - 80歳死去。

## 栄典
位階
- 1919年（大正8年）2月28日 - 正八位[20]
- 1922年（大正11年）3月20日 - 従七位[21]
- 1927年（昭和2年）4月15日 - 正七位[22]
- 1932年（昭和7年）5月16日 - 従六位[23]
- 1937年（昭和12年）7月1日 - 正六位[24]

勲章等
- 1920年（大正9年）11月1日 - 勲六等単光旭日章・大正三年乃至九年戦役従軍記章[25]
- 1927年（昭和2年）11月29日 - 勲五等瑞宝章[26]
- 1934年（昭和9年）1月9日 - 勲四等瑞宝章[27]
- 1941年（昭和16年）10月7日 - 勲三等瑞宝章[28]

外国勲章佩用允許
- 1936年（昭和11年）7月10日 - 満州帝国：勲四位景雲章[29]

## 家族
- 養父：風間彦五郎 - 陸軍中尉、酒田風間氏宗家第九代当主
- 妻：風間豊 - 彦五郎 長女